# Металкор
Металкор (англ. Metalcore) — музичний жанр, який поєднує в собі елементи звучання екстремального металу та хардкор-панку, що виник наприкінці 1980-х років. Серед інших жанрів, що поєднують у своєму звучанні метал і хардкор-панк, таких як краст-панк та ґрайндкор, металкор відомий своїм використанням брейкдаунів, які є повільними, інтенсивними пасажами, що сприяють мошу.
Ознаки цього стилю, до появи назви металкор, мав кросовер-треш. Гурт Dirty Rotten Imbeciles оголосив кросовер на їх однойменному альбомі в кінці 1980-х. Металкор і кросовер — загалом окремі стилі, тому що кросовер вважають змішуванням треш-металом і хардкор-панка, а металкор — повільніший, важчий, і на нього впливають хардкор, треш-метал і дез-метал.
Стилістично відмінний від попередніх жанрів аритмією брейкдаунів з попсовими наспівами. Популярним варіантом також є двовокальне виконання з застосуванням максимально імпресивного та фальцетного гроулінгу чи скримінгу. Швидкість перкусії завищено.

## Історія

### Рання сцена
Nuclear Assault були одні з перших, музику яких можна назвати гібридом між важким металом та хардкор-панком. З іншого боку Breakdown були, можливо, одним з перших гуртів, які створювали важко металлевий ритм з традиційнішим хардкоровим звуком. Приблизно тоді ж, такі гурти як Integrity, Maximum Penalty, Leeway, Biohazard, Madball, Judge та Raw Deal почали випускати демо-диски і альбоми, закладаючи фундамент для інших металкор гуртів. Більшість пісень були схожі до Нью-Йорк хардкора, але відрізнялись в більш металевому звуці, також в використанню контрабасових барабанів, грубшому спотворенні, важчих рифах, і у вокалах на яких впливав метал. Ця основна форма металкору отримала два епітета: це «хардкор для міцних хлопців», який завдяки ліричному центру часто подібний до старшого хардкору в якому гурти закликають до моральної і розумової сили і цілісності, але, можливо, також мають легкий центр на насильстві, і «мошкор», який є часто брейкдаун-централізований.
Протягом середини 1990-х, гурти почали розширення металкор звуку, найкращі приклади цього гурти як All Out War, які використовували дез рифи, та також гурти як наприклад Rorschach, Starkweather, Adamantium і Deadguy, котрі експериментували з вільнішими, часто суперечливими піснями також як і з менш традиційними ритмами. Converge, попри те, що вони починали як впевнені «хардкор діти з слейер рифами» (добре пасує до переходу хардкор-панка і треш металу), процвітають з тих пір в гібриді хардкору, металу та прогресивно інструментального і електронного експериментування, яке вони люблять називати «панк-металом». Zao — інший гурт, що залишив мітку на металкорі, особливо на християнському металкорі, з їхніми Carcass-подібними вокала прийомами і багатосторонніми піснями.

### Пізніша сцена
Від кінця 1990-х і особливо в новому тисячолітті популярність металкору зросла надзвичайно, нині головні компанії записів мають великий інтерес до цього жанру. Недавні редакції, як, наприклад, Unearth з альбомом III: In the Eyes of Fire і Norma Jean з альбомом Redeemer піднялися помірно високо на Billboard 200. Один звук, який став надзвичайно популярний (дублюється фанатами як «гозенкор»), — гьотебургський мелодичний дез-метал, що популяризував гурти як наприклад At the Gates і In Flames, змішаний зі старим металкором. Сьогодні багато популярних металкор гуртів грають цей стиль, зокрема Killswitch Engage, Caliban, Bleeding Through, As I Lay Dying, Parkway Drive, All That Remains і Unearth.